# Pulčín (hrad)
Pulčín je zaniklý hrad severně od Pulčína u Francovy Lhoty v okrese Vsetín. Jeho zbytky jsou chráněny jako kulturní památka ČR.
Pulčín stával v severovýchodní části bradla Pulčínských skal (608,7 m n. m.) asi 400 metrů jihozápadně od vrcholu Hradisko (773,1 m n. m.) na jižním okraji přírodní rezervace Pulčín – Hradisko a jeden kilometr severně od Pulčína. Podle lidové tradice hrad stál na tzv. Hradisku, nejvyšším vrcholu přírodní rezervace Pulčín – Hradisko, ale výzkum ukázal, že hrad nestával na Hradisku, nýbrž v poloze zvané Zámčisko. Jedná se o nejvyšší bod hřebene Pulčínských skal zvaného Přední skály. Z hradu se zachovaly jen nepatrné zbytky obytné věže, vytesané schody na nejvyšším skalním útvaru a ve skále vytesané úchyty trámů dřevěných konstrukcí.

## Historie
Hrad Pulčín s původním názvem Plučiny pravděpodobně vznikl v souvislosti se vznikem drobných sídel manské šlechty vázaných nějakým způsobem k původnímu královskému hradu Brumovu. Není vyloučeno že opevnění v prostoru Zámčiska bylo vystavěno snad již na konci 13. století zřejmě i s původní obcí, která se rozprostírala pod hradem asi 200 metrů jižně od něj. Většina nalezené keramiky pochází až z patnáctého století, zatímco ze čtrnáctého století nebyly nalezeny žádné doklady, a proto se za pravděpodobnější období výstavby hradu považuje přelom čtrnáctého a patnáctého století. Byl zřejmě určen k ochraně Střelenského průsmyku a rovněž jako centrum panství zahrnujícího vsi Pulčín, Horní Lideč, Lhotu, Seninku a někdy na přelomu 15. a 16. století zaniklou ves Zubrůvku, dočasně odloučené od Brumova. První písemná zmínka o hradu je až z roku 1426, kdy byla zbožím krále Zikmunda Lucemburského. Je však známo, že před rokem 1424 zastavil král Zikmund některé statky Miroslavovi z rodu Cimburků, který tehdy získal Bylnici s mýtem, Štítnou, Poteč, Študlov a Nedašov, neznámému šlechtici pak král Zikmund současně zastavil Tichov a Lačnov. Obávaný loupeživý rytíř Miroslav z Cimburka je v souvislosti se sídlem na Pulčíně zmiňován k roku 1437. V letech 1447 a 1448 je v půhonech zmiňován Miroslav z Cimburka a z Plučin vždy v souvislosti s nějakým sporem. Jednou se přel o ves Bzovou, podruhé o nevrácení artilerie z hradu Brumova. V roce 1446 byl dokonce žalován za loupežný čin, kdy Miroslavovi lidé oloupili na cestě lidi Oldřicha Štosa z Branic a Dřevohostic.
Majitelé hradu se střídali a v roce 1493 původní lenní pulčínský statek již přináležel k hradu Brumovu.
Hrad byl rozbořen za česko-uherských válek kolem roku 1470. Na konci 15. století byl již v ruinách a v letech 1517, 1518 a 1520 se hrad v Moravských zemských deskách připomíná jako pustý hrad Pulčiny.

### Archeologický výzkum
Archeologickým výzkumem konaným v roce 1987 se podařilo z prostoru pulčínského hradu získat jak nálezy pravěké (mladší stupeň kultury lužických popelnicových polí), tak i středověké artefakty. Z těch převládají nálezy spadající do první poloviny 15. století. Bylo však i několik, které je třeba datovat již na konec 13. století.

## Stavební podoba

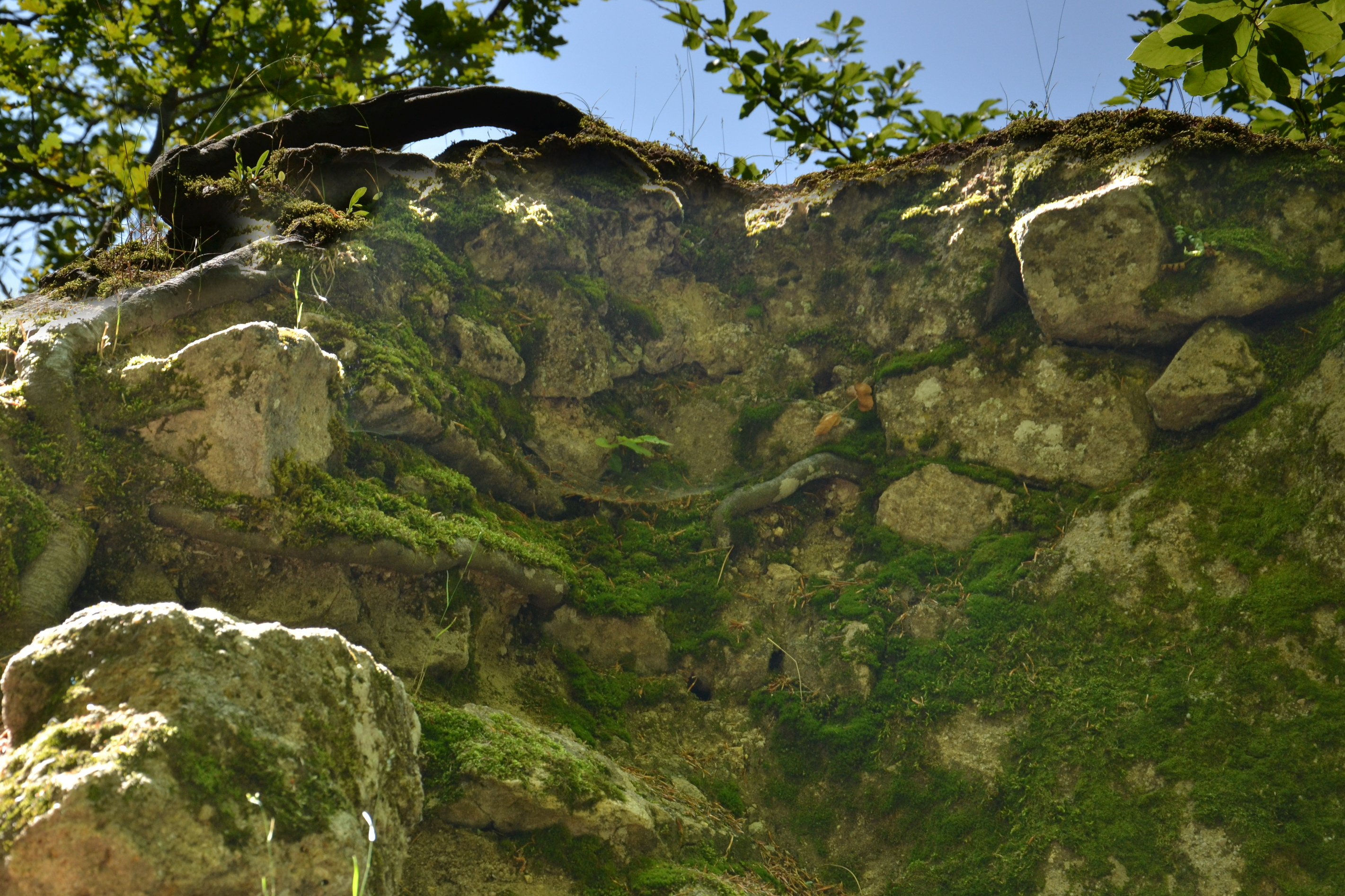
Fragment zdiva v místech jižního nároží obytné věže

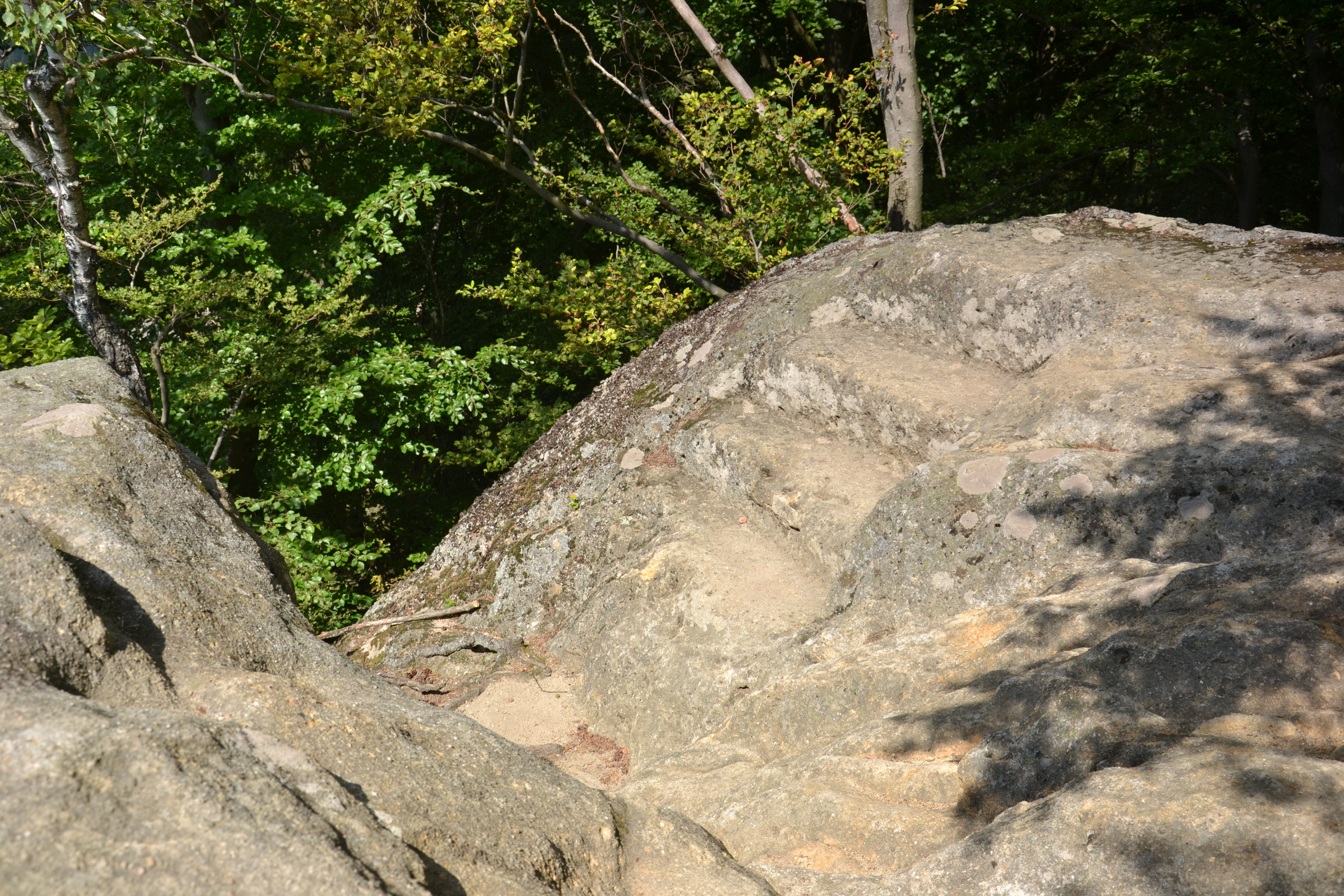
Ve skále vytesané schodiště

Hrad se vypínal ve vzdálenosti 2,25 km východoseverovýchodně od tzv. Lomenské soutěsky pojmenované podle již zaniklé osady Lomná, která se rozprostírala v údolí potoka Seninka. Hrad převyšoval soutěsku o 250 metrů. Vlastním jádrem hradu byl výrazný pískovcový skalní suk s přibližně obdélníkovým půdorysem o rozměrech při základně 18 × 15 metrů a s uměle upravenou horní plošinou přibližně čtvercového půdorysu o délce stran 7,5 metru. Z jihozápadní strany se ve skále rýsuje přírodní, ale uměle upravená puklina, která umožňovala přístup na skalisko. Na ni navazují uměle vytesané schody na vrcholové plošině. Jejich původ není úplně potvrzen. Předpokládá se, že pocházejí z období osídlení hradu, není však vyloučeno, že mohou spadat i do doby mladší. Při jihozápadní straně plošiny se zachovaly otvory (tzv. kapsy) a drážky po zapuštění trámu blíže neurčené konstrukce. Po obvodě jihozápadního a severozápadního úpatí skaliska byl výzkumem odkryt základ obvodové zdi zalomené do pravého úhlu. Zeď byla široká kolem 1,5 metru a kameny byly spojovány nekvalitní písčitou maltou. Zeď mohla sloužit snad jako základ mohutné věžovité stavby na vrcholové plošině, která minimálně ze dvou stran celou hmotu skaliska pohltila. Vrcholová část této strážné a zároveň obytné stavby měla patrně již roubený charakter.
Od severovýchodu na toto skalisko navazovala snižující se plošina sloužící jako jakési nádvoří o rozměrech cca 20 × 15 metrů. Horní plocha skaliska převyšovala plochu tohoto hradního nádvoří přibližně o šest metrů. Nádvoří bylo od severu a východu uzavřeno dvěma menšími skalními bloky, které rovněž nesou stopy po otvorech pro ukotvení trámové konstrukce (kapsy). I nádvoří snad bylo opevněno jednoduchým, patrně zděným hrazením. Stopy po nějaké formě srubové stavby se podařilo výzkumem zjistit i na opačné, jihozápadní straně od centrálního skaliska.
Klesající plošina nádvoří je od okolního stoupajícího terénu (hřebenu) k vrcholu Hradisko oddělena přes sedm metrů hlubokým příkopem ještě dnes širokým kolem dvanácti metrů. Most přes příkop začínal v místě vyvýšeného skalního útvaru v pokračování hřebene k vrcholu Hradiska. Přístupová cesta k hradu dále po východním svahu skalního hřebene obloukem sestupovala do údolí, kde byla původně podél potoka rozprostřena stará osada Pulčiny, která byla později opuštěna a znovu založena na kopci naproti hradu asi 600 metrů jižně od původní obce.

## Zajímavosti
- Hrad Pulčín patřil do kategorie skalních hradů. Ačkoliv mu chybí některé prvky typické pro skalní hrady (např. tzv. světničky), při jeho stavbě bylo využito přirozeně vzniklého skalního útvaru. Na skalní věž navazovaly kamenné zdi tvořící jakousi obytnou věž, zřejmě jedinou kamennou stavbu hradu.
- Dřívější Pulčín (ves poprvé zmiňována v roce 1503) přímo pod hradem a zaniklá Zubrůvka (v roce 1515 uváděna již jako pustá) byly dvě samostatné vsi, které se dříve nacházely v katastru dnešního Pulčína.

## Pověsti

### Pověst o původu jména Pulčín
Jakémusi zemanovi jménem Pučina či Půlčina vrchnost povolila vystavět si na vysokém kopci dvorec. Za to měl Pučina povinnost odvádět daň v podobě medu, příze, kmínu, liščích kůží a roboty. Ke dvorci přináležely rozsáhlé pozemky, které Pučina před smrtí rozdělil mezi dvanáct synů. Jejich dvory se staly základem vsi, která byla pojmenována po jejich otci. Dodnes údajně jeden z gruntů nese název „U Pánů“.
Podle jiné verze pověsti tento zeman byl vyhnán do oblasti Pulčína za trest. Další z variant této pověsti vypráví, že Pučina se usazoval na místě zaniklé vsi Zubrůvky.

### Pověsti o pokladech na Pulčíně
U Pulčína poblíž Valašských Klobouk na místě zvaném Zámčisko se tyčí k obloze skály a na nejvyšší skále stával kdysi hrad, pod nímž byl vykopán hluboký sklep. Mezi lidmi v Pulčíně kolovaly pověsti, že je v něm ukrytý velký poklad, který hlídají zlí duchové. Nikdo se dlouho neodvažoval jej hledat až do doby, kdy se do Pulčína z vojny vrátil jeden mládenec. Protože neměl Rodinu neměl, práci nesehnal, pobýval tedy u kamaráda. Po nějakém čase se rozhodl opustit ves odejít hledat práci do města.
Večer před odchodem bloumal po okolní krajině, aby se rozloučil s oblíbenými místy. Potkal paní v bílém oděvu, které prozradil, proč chce opustit krajinu, ke které přilnul. Bílé paní se zalíbila mládencova upřímná slova a rozhodla se mu pomoci. Zavedla jej do pustého hradu na Zámčisko a ukázala mu vchod do sklepa. „Jestli se nebojíš a jsi poctivý, tady kopej. Ale to ti povídám, ničeho si nevšímej, nehleď vpravo ani vlevo, i kdyby se nevím co dělo!“ Pak zmizela, jako by se pod ní zem propadla.
Mládenec uháněl do vsi pro nářadí a jakmile se vrátil, začal kopat v místě, které mu bílá paní ukázala. Brzy narazil na měděný kotel plný peněz. Kopal dál, aby mohl kotel vyzvednout, když v tom se přiřítila vlčí smečka. Vlci mládence obklopili, zlostně vrčeli, strašlivě vyli a hrozivě doráželi. Voják si vzpomněl, co mu bílá paní kladla na srdce a vlků si nevšímal. Vlci odběhli a mládenec dál pokračoval ve vyprošťování kotle. Najednou se přihnal oddíl vojáků a zbraněmi mířil přímo na něj. Mládenec se nejprve lekl, ale pak si opět vzpomněl, že si nemá ničeho všímat, a kopal dál. I vojenský oddíl za chvíli zmizel. Tu za sebou uslyšel zlověstné syčení a hukot. Ohlédl se a spatřil zlé duchy, jak po něm natahují pařáty. To už se mládenec vyděsil, vyskočil z jámy a upaloval do vsi. Na to, co mu bílá paní říkala, si vzpomněl pozdě a již neměl odvahu vrátit se. Až doma přemluvil kamaráda, aby se s ním vydal k hradu. Když oba dorazili na místo nálezu měděného kotle, nebylo po něm ani vidu ani slechu. Ať kopali jak kopali, kotel už nenašli. Propadl se hlouběji do země.
Tak přišel voják o poklad, který v zemi pod hradem čeká dodnes, až jej někdo vyzvedne. Na místě, kde stával hrad, se někdy zjevuje stařenka celá v bílém s klíčem od pokladu.
U vsi Pulčína vedle Francovy Lhoty se nad potůčkem tyčí dvě řady ohromných skal, kterým se říká schody. Vytvářejí jakési skalní zdi, které se spojují na nejvyšším místě zvaném Zámčisko. Právě zde je dosud možno nalézt zbytky středověkého hradu. Pod Zámčiskem býval ještě v minulém století viditelný sklep, v němž je údajně zakopán poklad loupeživého rytíře Bočkaje. Na den sv. Jana Křtitele prý slunce svítí přesně na dveře vedoucí do podzemí. Klíč od nich nosí na prostředníčku bílá paní, která se zde zjevuje i se dvěma páry běloušů. Zjevovali se zde rovněž černokněžníci zavádějící chuďase k pokladům. Nedaleko Zámčiska se nachází skupina rozpukaných skal, v níž zbojníci schovávali nakradený dobytek, nazývaná Kravský hřbitov. Leží tam i velký kámen ukrývající zbojnické poklady.